# Noriko Munekata
Noriko Munekata (jap. 宗像記子 Munekata Noriko; ur. 30 stycznia 1974 w Shintoku) – japońska łyżwiarka szybka.

## Kariera
Największy sukces w karierze Noriko Munekata osiągnęła 3 grudnia 1994 roku w Heerenveen, kiedy zajęła trzecie miejsce w biegu na 3000 m w ramach Pucharu Świata. W zawodach tych wyprzedziły ją jedynie Niemka Gunda Niemann oraz Carla Zijlstra z Holandii. Było to jej jedyne podium w zawodach tego cyklu. Najlepsze wyniki osiągała w sezonie 1994/1995, kiedy była ósma w klasyfikacji końcowej 3000/5000 m. W 1994 roku zajęła też czwarte miejsce na wielobojowych mistrzostwach świata w Butte, przegrywając walkę o medal z Mihaelą Dascălu z Rumunii. W poszczególnych biegach zajęła kolejno dziesiąte miejsce na 500 m, była szósta na 3000 m oraz czwarta na dystansach 1500 i 5000 m. Była też między innymi ósma w biegu na 3000 m podczas dystansowych mistrzostw świata w Calgary. W 1998 roku brała udział w igrzyskach olimpijskich w Nagano, zajmując osiemnastą pozycję na tym samym dystansie. W 1998 roku zakończyła karierę.